# Clémentine Beauvais
Clémentine Beauvais est une écrivaine et traductrice française, née le 6 janvier 1989. Elle vit actuellement entre Paris et Cambridge au Royaume-Uni où elle est enseignante-chercheuse en sociologie et philosophie de l’enfance à l'université d'York.
Elle a remporté plusieurs prix en littérature jeunesse, notamment pour son roman Les Petites Reines.
Elle a traduit L'Ickabog de J. K. Rowling en français.
Elle est également autrice de jeux de plateau.

## Biographie
Clémentine Morgane Mélusine Hécate Beauvais naît le 6 janvier 1989. Elle part vivre en Angleterre à 17 ans. En 2010, sa nouvelle L’Étrange Cas des deux amours de Jean-Baptiste Robert est primée au prix du jeune écrivain de langue française. Elle publie ses premiers livres à l'âge de 21 ans.

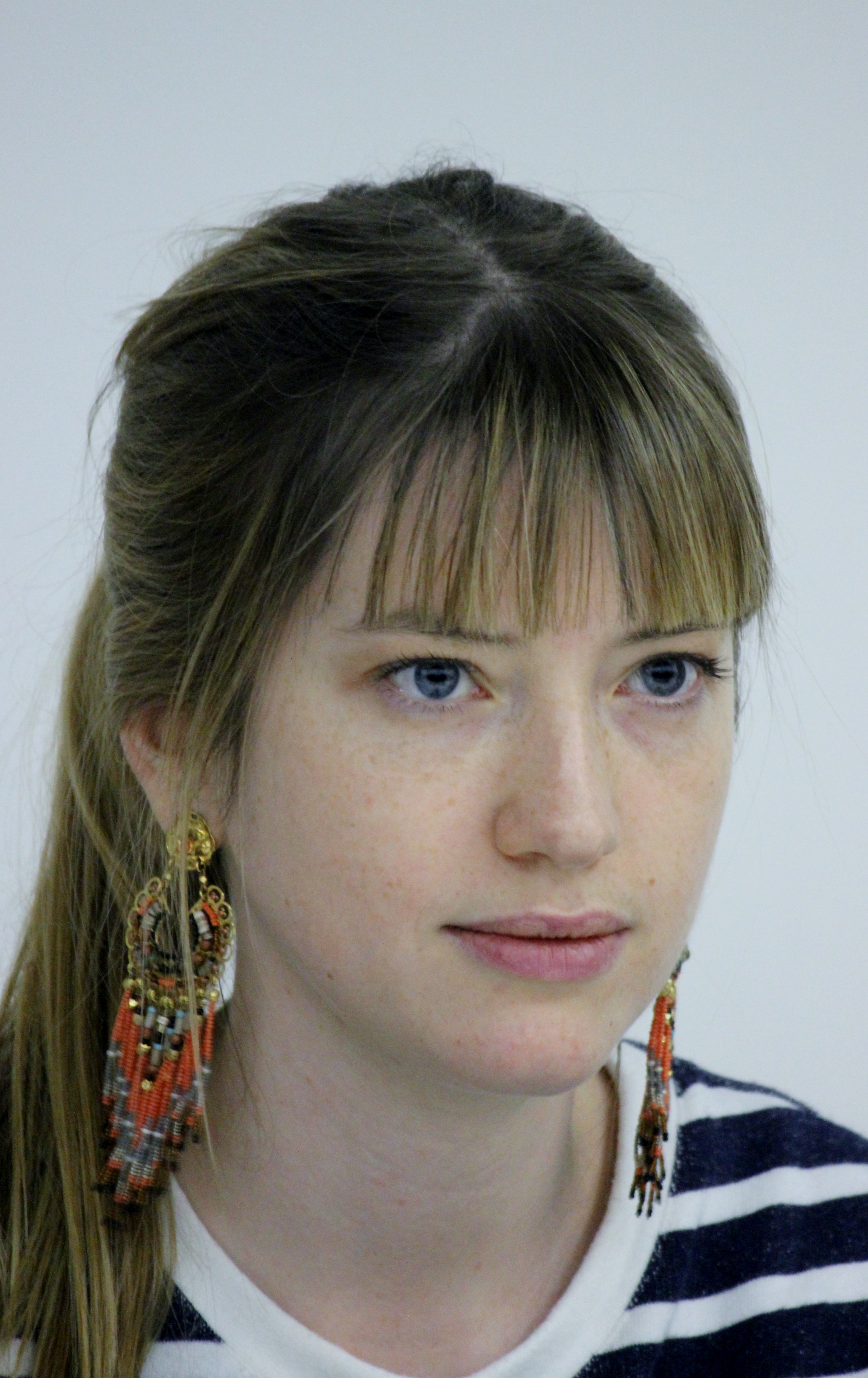
Beauvais à la 20e foire internationale de Moscou Non/fiction 2018.

Son livre Songe à la douceur, sorti en 2016, est un roman en vers libre inspiré de l’œuvre d'Alexandre Pouchkine, Eugène Onéguine.
En parallèle de l'écriture, et après avoir étudié à l'université de Cambridge, elle est, depuis 2016, enseignante-chercheuse en éducation et littérature anglaise à l'université d'York.
Son expérience de vie outre-Manche lui donne envie d'écrire un roman sur le Brexit, intitulé Brexit romance et paru en 2018.
Elle fait partie de l'association la Charte des auteurs et illustrateurs jeunesse qui vise à promouvoir la littérature jeunesse.
En 2021 paraît aux éditions de l'Iconoclaste dans la collection « Iconopop » son premier roman en vers pour adultes, Décomposée, qui s'inspire librement du poème de Charles Baudelaire, Une charogne.
En 2022 paraît aux éditions Iello son premier jeu de plateau, co-créé avec Dave Neale, Les Animaux de Baker Street, un jeu d’enquête narratif et coopératif dans l’univers de Sherlock Holmes.

## Œuvres

### Albums
- Samiha et les fantômes (ill. Sylvie Serprix), Talents Hauts, coll. « Livres et égaux », 2010, 32 p. (ISBN 978-2-916238-77-7).
- Lettres de mon hélicoptêtre (ill. Anne Rouquette), Paris, Sarbacane, 2015, 24 p. (ISBN 978-2-84865-752-3).
- Va jouer avec le petit garçon ! (ill. Maisie Paradise Shearring), Paris, Sarbacane, 2016, 32 p. (ISBN 978-2-84865-899-5).
- Ameline, joueuse de flûte (ill. Antoine Déprez), Alice jeunesse, 2018, 48p.  (ISBN 978-2-87426-335-4)[10]
- Les Esprits de l'escalier (ill. Gérald Guerlais), Paris, Sarbacane, 2020, 34 p.  (ISBN 978-2-37731-373-0)
- Boucles de pierre[11], illustrations de Max Ducos, Sarbacane, 2021*

### Romans

#### Pour enfants

##### En anglais
- Sesame Seade Mysteries :

1. Bibi Scott, détective à roulettes : Chasse au scoop [« Sleuth on Skates »] (trad. de l'anglais par Anne Guitton, ill. Zelda Zonk), vol. 1, Paris, Rageot, 2017, 224 p. (ISBN 978-2-7002-5312-2)
2. Bibi Scott, détective à roulettes : Gare aux gargouilles [« Gargoyles Gone AWOL »] (trad. de l'anglais par Anne Guitton, ill. Zelda Zonk), vol. 2, Paris, Rageot, 2018, 208 p. (ISBN 978-2-7002-5313-9)
3. (en) Scam on the Cam (ill. Sarah Horne), vol. 3, Hodder Children's Books, 2014, 192 p. (ISBN 978-1-4449-1254-8)

- The Royal Babysitters :

1. Les Royales Baby-sitters : Les bébés, ça pue ! [« The Royal Babysitters »] (trad. de l'anglais par Amélie Sarn, ill. Becka Moor), vol. 1, Vanves, Hachette Jeunesse, 2015, 154 p. (ISBN 978-2-01-182516-2)
2. Les Royales Demoiselles d'horreur [« The Royal Wedding Crashers »] (trad. de l'anglais par Amélie Sarn, ill. Becka Moor), vol. 2, Vanves, Hachette Jeunesse, 2016, 160 p. (ISBN 978-2-01-225672-9)
3. (en) The Royal Bake Off (ill. Becka Moor), vol. 3, Bloomsbury Children's Books, 2015, 192 p. (ISBN 978-1-4088-6392-3)

##### En français
- La Plume de Marie (ill. Anaïs Bernabé), Saint-Mandé, Talents Hauts, coll. « Livres et égaux », 2011, 120 p. (ISBN 978-2-36266-027-6)
- La Louve (ill. Antoine Déprez), Bruxelles, Alice Jeunesse, coll. « Histoires comme ça », 2014, 40 p. (ISBN 978-2-87426-213-5)
- Carambol'Ange : L'affaire Mamie Paulette (ill. Eglantine Ceulemans), Paris, Sarbacane, coll. « Pépix », 2015, 215 p. (ISBN 978-2-84865-766-0)
- Antigone la révoltée, Nathan, 2020, 48 p.  (ISBN 9782092592519)
- Les (presque) bonnes résolutions du prince Firminon, Milan, 2020, 40 p.  (ISBN 9782408022495)
- Icare, comme un oiseau, Nathan, 2021, 48 p.  (ISBN 9782092596289)
- Midas, le roi aux oreilles d'âne, Nathan, 2022, 48 p.  (ISBN 9782092494981)
- Azur et le mystère de la pièce d'or, Rageot, 2022, 128 p.  (ISBN 9782700277289)
- Pierre Bayard, détextive privé :

1. 1. L'Affaire du petit prince, éd. Sarbacane 2025  (ISBN 9791040806400)

##### Collectif
- On n'a rien vu venir : roman à 7 voix, Clémentine Beauvais, Anne-Gaëlle Balpe, Sandrine Beau, Annelise Heurtier, Agnès Laroche, Fanny Robin, Séverine Vidal (préf. Stéphane Hessel, ill. Aurore Petit), Alice Jeunesse, coll. « Deuzio », Bruxelles, 2012, 112 p.  (ISBN 978-2-87426-395-8)
- 16 nuances de première fois, Clémentine Beauvais et alii, Nouvelle notification (nouvelle écrite entièrement en sms), Eyrolles, 2017, 190 p.
- La Revanche des princesses, Clémentine Beauvais, Sandrine Beau, Charlotte Bousquet, Alice Brière-Haquet, Anne-Fleur Multon, Carole Trébor, ill. Kim Consigny, Poulpe fiction, 2019, 198 p.  (ISBN 978-2-37742-052-0)
- « Pourquoi lire de la littérature ado quand on est adulte ? », pp. 54-57 in En quête d'un Grand Peut-Être, Guide de la littérature ado, Tom et Nathan Lévèque, 2020, 224 p.  (ISBN 978-2-95732-870-3)
- « Moules-frites », pp. 58-60 in En quête d'un Grand Peut-Être, Guide de la littérature ado, Tom et Nathan Lévèque, 2020, 224 p.  (ISBN 978-2-95732-870-3)
- Si on chantait! tome 2 : Prunille présidente, Clémentine Beauvais, Flore Vesco, Jean-Claude Mourlevat, Stéphane Michaka, Marine Carteron, Yves Grevet, Christelle Dabos, Timothée de Fombelle, François Place, Christophe Mauri, Anne-Laure Bondoux, Victor Dixen, Julia Thévenot, Susie Morgenstern, Vincent Villeminot, Pocket Jeunesse, 2022, 240 p.  (ISBN 9782266323338)

#### Pour adolescents
- Les Petites Filles top-modèles, Éditions Talents Hauts, 2010, 108 p.  (ISBN 9782916238807)
- La Pouilleuse, Paris, Sarbacane, 2012, 106 p. (ISBN 978-2-84865-538-3)[12]
- Comme des images, Paris, Sarbacane, coll. « Exprim' », 2014, 204 p. (ISBN 978-2-84865-660-1)
- Les Petites Reines, Paris, Sarbacane, coll. « Exprim' », 2015, 270 p. (ISBN 978-2-84865-768-4)
- Songe à la douceur, Paris, Sarbacane, coll. « Exprim' », 2016, 240 p. (ISBN 978-2-84865-908-4)
- Orphée aux enfers, illustrations de Régis Lejonc, Nathan, 2019
- Ariane et le défi du labyrinthe, illustrations de Sébastien Pelon, Nathan, 2019, 43 p.
- Io, pour l'amour de Zeus, Nathan, 2018, 125 p.
- Âge tendre, Paris, Sarbacane, 2020, 392 p.  (ISBN 978-2-37731-465-2)
- Zeus, l'enfance d'un dieu : A la conquête de l'Olympe, Nathan, 2020, 48 p.  (ISBN 9782092594230)
- Orphée à la recherche d'Eurydice, illustrations de Régis Lejonc, Nathan, 2021
- Les Facétieuses, Paris, Sarbacane, coll. « Exprim' », 2022, 314 p. (ISBN 978-2-37731-731-8)
- L'Amour en poésie, Gallimard jeunesse, 2022, 12 8p.  (ISBN 9782075172011)
- Âge tendre, J'ai lu, 2022, 473 p.  (ISBN 9782290360965)

#### Pour jeunes adultes
- Brexit Romance, Paris, Sarbacane, août 2018, 449 p. (ISBN 978-2-37731-145-3)

#### Pour adultes
- Décomposée, Paris, L'Iconoclaste, coll. « L'Iconopop », avril 2021, 120 p.  (ISBN 978-2-37880-196-0)

### Nouvelles
- Clémentine Beauvais, « L’étrange cas des deux amours de Jean-Baptiste Robert », dans Guy Chevalley, L'enfant sur la falaise et autres nouvelles, Buchet-Chastel, 2010 (ISBN 978-2-283-02447-8).
- Le Raccourci, dans Que raconte mon corps ? Philéas et Autobule no 44, avril-mai 2015,  (ISSN 1782-7485)

### Essais
- (en) Clémentine Beauvais, Complete Writing for Children Course, Teach yourself, 28 novembre 2014 (ISBN 978-1-4718-0440-3)
- (en) Clémentine Beauvais, The Mighty Child:Time and power in children's literature, John Benjamin's Publishing Company, 14 janvier 2015 (ISBN 978-9-0272-0158-4)
- (en) Clementine Beauvais et Maria Nikolajeva, The Edinburgh Companion to Children's Literature, Edinburgh University Press, novembre 2017, 500 p. (ISBN 978-1-4744-1463-0)
- Écrire comme une abeille : la littérature jeunesse, de la lecture à l'écriture, Gallimard Jeunesse, 2023, 447 p.  (ISBN 978-2-07-516723-9)
- Clémentine Beauvais, Pour le droit de vote dès la naissance, Gallimard, coll. « Tracts », 2024, 48 p.  (ISBN 978-2-07-310233-1) lire en ligne
- Clémentine Beauvais, Comment jouir de la lecture ?, La Martinière, coll. « ALT », 2024, 32 p. ( (ISBN 979-1-04-011647-9)).

### Récits
- Clémentine Beauvais, Sainte Marguerite-Marie et moi, Quasar éditions, 2021, 248 p. (ISBN 978-2-36969-089-4, présentation en ligne)

### Traductions
- Inséparables, Sarah Crossan, Rageot, 2017, 403 p.  (ISBN 978-2-7002-7417-2)
- Swimming pool, Sarah Crossan, Rageot, 2018, 252 p.  (ISBN 978-2-7002-5644-4)
- Moon brothers, Sarah Crossan, Rageot, 2019, 372 p.  (ISBN 978-2-7002-7368-7)
- Signé Poète X, Elizabeth Acevedo, Nathan, 2019, 384 p.  (ISBN 978-2-09-258729-4)
- Toffee et moi, Sarah Crossan, Rageot, 2020, 384 p.  (ISBN 978-2700273915)
- L'Ickabog, J. K. Rowling, Gallimard Jeunesse, 2020, 352 p.  (ISBN 978-2-0751-5055-2)
- Woman world, Aminder Dhaliwal, La Ville brûle, 2020, 243 p., roman graphique  (ISBN 978-2-36012-113-7)
- Sur le vif, Elizabeth Acevedo, Nathan, 2021, 400 p.  (ISBN 978-2-09-259398-1)
- Poèmes de Christina Rossetti, Vita Sackville-West, Maya Angelou, Audre Lorde, Nicki Giovanni, dans Je serai le feu, Diglee, La Ville brûle, 2021, 333 p.  (ISBN 978-2-09259-398-1)
- De l'autre côté de l'eau, Elizabeth Acevedo, Nathan, 2022, 464 p.  (ISBN 9782092494219)
- Dans le bleu, Joyce Carol Oates, Robert Laffont, 2022, 288 p.  (ISBN 9782221262870)
- Riposte, Louisa Reid, Bayard jeunesse, 2022, 300 p.  (ISBN 9791036326257)
- Emma, Jane Austen, éditions Baribal, 2023, 576 p.  (ISBN 2491683210)
- Prendre la route, Michael Rosen, ill. Quentin Blake, Gallimard Jeunesse, 2023, 133 p.  (ISBN 978-2-07-517348-3)

### Jeux de plateau
- Clémentine Beauvais et Dave Neale, Les Animaux de Baker Street, Iello

## Prix et distinctions
- L’Étrange cas des deux amours de Jean-Baptiste Robert :
  - Prix du jeune écrivain de langue française[3] 2010
- Les Petites Reines :
  - Meilleur Livre Jeunesse 2015 par le magazine Lire[13] du palmarès Meilleurs livres de l'année du magazine Lire
  - Lauréat du prix Millepages 2015, catégorie Roman Ado[14]
  - Prix NRP de littérature jeunesse 2015-2016[15]
  - Prix Sorcières 2016, catégorie Roman Ado[16]
  - Prix Libr’A Nous 2016[17]
  - « Honour List » 2016[18] de l'IBBY
- La Louve, illustré par Antoine Déprez :
  - Prix des Incorruptibles 2016, catégorie CE2/CM1[19]
- Carambol'Ange, avec Églantine Ceulemans :
  - Prix Enfantaisie (Suisse) 2016[20]
- Songe à la douceur :
  - La Voix des blogueurs 2017
- La Plume de Marie, illustré par Anaïs Bernabé :
  - Prix Unicef de littérature jeunesse[21] 2017

## Adaptations
Les Petites Reines a été adapté en pièce de théâtre en 2017, avec une mise en scène de Justine Heynemann, ainsi qu'en bande dessinée par Magali Le Huche en 2023. Une adaptation de ce roman est également prévue pour le cinéma. Le groupe Lionceau Film en a acheté les droits en 2015.
Justine Heynemann met à nouveau en scène une œuvre de Clémentine Beauvais en 2022 en adaptant Songe à la douceur sous forme de comédie musicale avec six comédiens de la compagnie Soy Création.